# Zones de protection spéciale des oiseaux aux Pays-Bas
La Directive Oiseaux aux Pays-Bas a émis le 2 avril 1979, une liste de 187 espèces rares ou menacées. Des zones de protection spéciale pour les oiseaux vitales pour ces oiseaux et des zones d'hivernage pour les oiseaux migrateurs ont été définies.

## Liste des zones définies
- Abtskolk en de Putten
- Alde Feanen
- Arkemheen

- Bargerveen
- Biesbosch
- Boezems Kinderdijk
- Brabantse Wal
- Broekvelden, Vettenbroek & Polder Stein

- De Wilck
- Deelen
- Deurnsche Peel & Mariapeel
- Donkse Laagten
- Drents-Friese Wold & Leggelderveld
- Duinen Ameland
- Duinen en Lage Land Texel
- Duinen Goeree & Kwade Hoek
- Duinen Schiermonnikoog
- Duinen Terschelling
- Duinen Vlieland
- Dwingelderveld

- Eemmeer & Gooimeer Zuidoever
- Eilandspolder
- Engbertsdijksvenen

- Fochteloerveen

- Gelderse Poort
- Grevelingen
- Groote Peel
- Groote Wielen

- Haringvliet
- Hollands Diep

- IJsselmeer
- Ilperveld, Varkensland, Oostzanerveld & Twiske

- Kampina en Oisterwijkse Vennen
- Ketelmeer & Vossemeer
- Krammer-Volkerak

- Lauwersmeer
- Leekstermeergebied
- Leenderbos, Groote Heide en De Plateaux
- Lepelaarplassen

- Maasduinen
- Markermeer & IJmeer
- Markiezaat
- Meinweg

- Naardermeer
- Nieuwkoopse Plassen & De Haeck
- Noordzeekustzone

- Oostelijke Vechtplassen
- Oosterschelde
- Oostvaardersplassen
- Oudegaasterbrekken, Fluessen en omgeving
- Oudeland van Strijen

- Polder Zeevang

- Sallandse Heuvelrug
- Sneekermeergebied

- Uiterwaarden IJssel
- Uiterwaarden Neder-Rijn
- Uiterwaarden Waal
- Uiterwaarden Zwarte Water en Vecht

- Van Oordt's Mersken
- Veerse Meer
- Veluwe
- Veluwerandmeren
- Voordelta
- Voornes Duin

- Mer de Wadden
- Weerribben
- Weerter- en Budelerbergen en Ringselven
- Westerschelde & Saeftinghe
- Wieden
- Witte en Zwarte Brekken
- Wormer- en Jisperveld & Kalverpolder

- Yerseke en Kapelse Moer

- Zoommeer
- Zouweboezem
- Zuidlaardermeergebied
- Zwanenwater & Pettemerduinen
- Zwarte Meer
- Réserve naturelle du Zwin